# Miroslav Tuđman
Miroslav Tuđman (Beograd, 25. svibnja 1946. − Zagreb, 31. siječnja 2021.), bio je hrvatski znanstvenik i političar.

## Životopis

### Mladost i obrazovanje
Miroslav Tuđman sin je prvog hrvatskog predsjednika Franje Tuđmana i Ankice Tuđman (rođ. Žumbar), a rodio se u Beogradu 1946. godine, točno na obljetnicu vjenčanja svojih roditelja. Ime Miroslav je dobio po hrvatskom romanopiscu Miroslavu Krleži kojeg je njegov otac u to doba obožavao. U Beogradu je polazio i završio osnovnu školu, a 1961. godine s obitelji seli iz Beograda u Zagreb. Gimnaziju je pohađao i završio u Zagrebu (1961. – 1965.).
Godine 1968. bio je urednik Studentskog lista, a potom je bio zamjenik urednika Tjednog lista omladine, da bi 1971. godine bio i glavni urednik časopisa Pitanja. Miroslav Tuđman završio je Filozofski fakultet Sveučilišta u Zagrebu 1970. godine, studij filozofije i sociologije, magistrirao je 1975. godine na temi Spoznajno-logistički elementi činjenice i obavijesti i doktorirao 1985. godine iz područja informacijskih znanosti obranom disertacije Paradigma informacijske znanosti.

### Znanstveno-nastavni rad
Radio je u Referalnom centru Sveučilišta u Zagrebu (1972. – 1977.) te Zavodu za kulturu Hrvatske (1977. – 1988.). Od 1988. godine šef je Katedre za dokumentalistiku na Odsjeku za informacijske znanosti Filozofskoga fakulteta Sveučilišta u Zagrebu. Godine 2004. postavljen je za predstojnika Katedre za organizaciju znanja na istomu Odsjeku. Predavao je teoriju informacijske znanosti, organizaciju znanja, izvještajne sustave i službe. Izabran je 1988. godine za docenta, 1991. za izvanrednog profesora, a 1998. godine za redovitog profesora za znanstveno područje informacijskih znanosti.
Utemeljitelj je i prvi voditelj Zavoda za informacijske studije na Filozofskom fakultetu u Zagrebu (1989. – 1990.). Bio je prodekan Filozofskog fakulteta (1990. – 1991.). Godine 2000. pokreće međunarodni časopis National Security and the Future, kojemu je glavni i odgovorni urednik.
Bio je organizator većeg broja znanstvenih i stručnih skupova iz područja informacijske znanosti i nacionalne sigurnosti te istraživač na području informacijskih znanosti, odnosno na području nacionalne sigurnosti i izvještajne djelatnosti. Održao je niz predavanja u SAD-u, Njemačkoj, Bugarskoj, Velikoj Britaniji, Češkoj i Mađarskoj.

### Sigurnosno-obavještajni rad
Bio je sudionik Domovinskoga rata od 1991. Također, bio je voditelj Centra za strategijska istraživanja (1992. – 1993.).
Bio je zamjenik predstojnika Ureda za nacionalnu sigurnost te utemeljitelj i ravnatelj Hrvatske izvještajne službe (HIS) u dva navrata; 1993. do 1998. godine i 1999. do 2000. godine.
Vodio je kolegije iz nacionalne sigurnosti na Diplomatskoj akademiji, Ratnoj školi te na Obavještajnoj akademiji.

### Političko djelovanje
Tuđman je bio član Savjeta Hrvatske socijaldemokratske stranke od 1991. godine te jedan od njezinih utemeljitelja (1989.).
Godine 2000. ponovno se politički aktivirao zbog, kako je govorio, najave detuđmanizacije, odnosno dehrvatizacije Hrvatske i kriminalizacije Domovinskoga rata. Osniva Udrugu Hrvatski istinski preporod (UHIP). Na lokalnim izborima 2001. godine kao nositelj nezavisne liste za Skupštinu grada Zagreba osvaja 7,6% glasova i dobiva pet gradskih zastupnika. Iste godine osniva stranku pod istim nazivom Hrvatski istinski preporod (HIP) te postaje njenim predsjednikom. Godine 2002. nakon pobjede Ive Sanadera za predsjednika HDZ-a i raspuštanja niza županijskih i gradskih organizacija, troje zastupnika Ante Beljo, Đuro Njavro i Dario Vukić prelaze u HIP te njegova stranka u četvrtom sazivu Hrvatskog sabora postaje parlamentarna stranka. Klubu se pridružuje i neovisna zastupnica Ljerka Mintas-Hodak.
Na parlamentarnim izborima 2003. godine Miroslav Tuđman bio je nositelj liste 1. izborne jedinice, ali koalicija HIP/Hrvatski blok osvaja 1,7% glasova. Na izborima za Hrvatski sabor 2007. godine HIP nije istaknuo svoju kandidaturu.
Suosnivatelj je pokreta Hrvatski rast, 2010. godine, ali ga napušta i prilazi HDZ-u za izbore 2011. godine, te biva izabran za zastupnika u Hrvatskom saboru. Obnaša dužnost zastupnika i u osmom (2015.), devetom (2016. – 2020.), te u desetom sazivu Hrvatskog sabora (2020. – 2021.).

#### Kandidatura za predsjednika Republike Hrvatske
Miroslav Tuđman objavio je 23. ožujka 2009. godine kandidaturu za predsjednika Republike Hrvatske kao neovisni kandidat te na izborima 27. prosinca 2009. osvaja 4,09% glasova.

### Smrt
Preminuo je 31. siječnja 2021. godine od posljedica zaraze koronavirusom. Pokopan je na zagrebačkom groblju Mirogoju 4. veljače 2021. godine.

## Djela
Tuđman je autor i urednik više knjiga i zbornika. Također, objavio je preko 150 znanstvenih i stručnih radova u tuzemnim i inozemnim časopisima i zbornicima. Važnija djela su mu:
- Struktura kulturne informacije (1983.)[7][8]
- Paradigma informacijske znanosti (1985.), doktorska disertacija[9]
- Teorija informacijske znanosti (1986.)[10]
- Obavijest i znanje (1990.)[11]
- Uvod u informacijsku znanost (1992.), srednjoškolski udžbenik[12]
- Priča o Paddyju Ashdownu i Tuđmanovoj salveti (2003.)[13] (PDF)
- Krivi za zločin samoodređenja? (2003.)[14]
- Prikazalište znanja (2003.)[15]
- Istina o Bosni i Herecegovini (2005.)[16]
- Vrijeme krivokletnika (2006.)[17]
- Informacijsko ratište i informacijska znanost (2008.)[18][19]
- Programiranje istine (2012.)[20][21]
- Programirane hereze i hrvatski otpori (2013.)[22]
- Bosna i Hercegovina u raljama zapadne demokracije (2013.)[23][24]
- Oslobađajuće presude haškoga Suda Tuđmanovoj Hrvatskoj (2014.)[25] (PDF)
- Tuđmanov arhiv (2015.)[26][27]
- Druga strana Rubikona (2017.)[28][29]
- Haški krivolov (2019.)[30][31][32]

## Odličja, priznanja i nagrade
- 1995.: Red kneza Domagoja s ogrlicom.[33]
- 2006.: Nagrada "Bili smo prvi kad je trebalo".
- 2017.: Nagrada Ljubica Štefan.[34]

## Vanjske poveznice
Mrežna mjesta
- Filozofski fakultet - Odsjek za informacijske znanosti: Miroslav Tuđman  Arhivirana inačica izvorne stranice od 9. lipnja 2007. (Wayback Machine)
- Miroslav Tuđman, Obavijest i znanje
- Miroslav Tuđman, Informacijske operacije i mediji ili kako osigurati informacijsku superiornost, National Security and the Future 3-4/2009., Hrčak
- Miroslav Tuđman Hrvatska enciklopedija